# 263

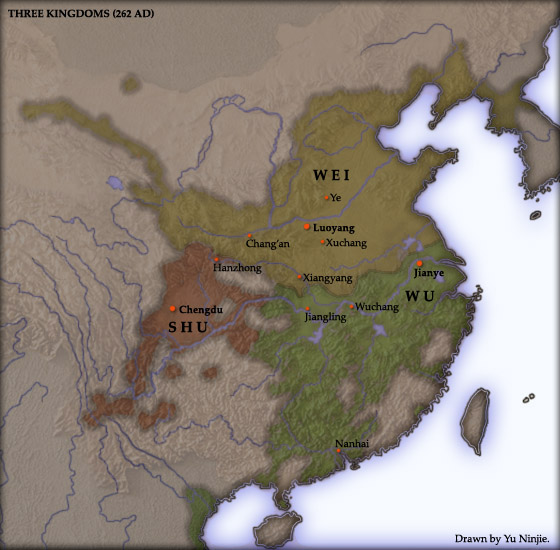
Drie Koninkrijken in China

Het jaar 263 is het 63e jaar in de 3e eeuw volgens de christelijke jaartelling.

## Gebeurtenissen

### Klein-Azië
- De Goten zeilen over de zee-engte van de Hellespont (Dardanellen) naar Anatolië en plunderen vele steden langs de kust van de Zwarte Zee en de Egeïsche Zee.

### China
- Drie Koninkrijken: Het koninkrijk Wei valt met een Chinees expeditieleger onder bevel van Deng Ai, op drie fronten het koninkrijk Shu binnen en verovert Hanzhong.
- Winter - Keizer Liu Shan wordt in de hoofdstad Chengdu door Deng Ai afgezet. Hiermee komt er na 43 jaar een einde aan de Shu-staat.

## Geboren
- Eusebius van Caesarea, bisschop en geleerde (waarschijnlijke datum)

## Verschenen
- Liu Hui schrijft een commentaar op de Negen hoofdstukken over de Wiskundige Kunst